# Verstekzaag

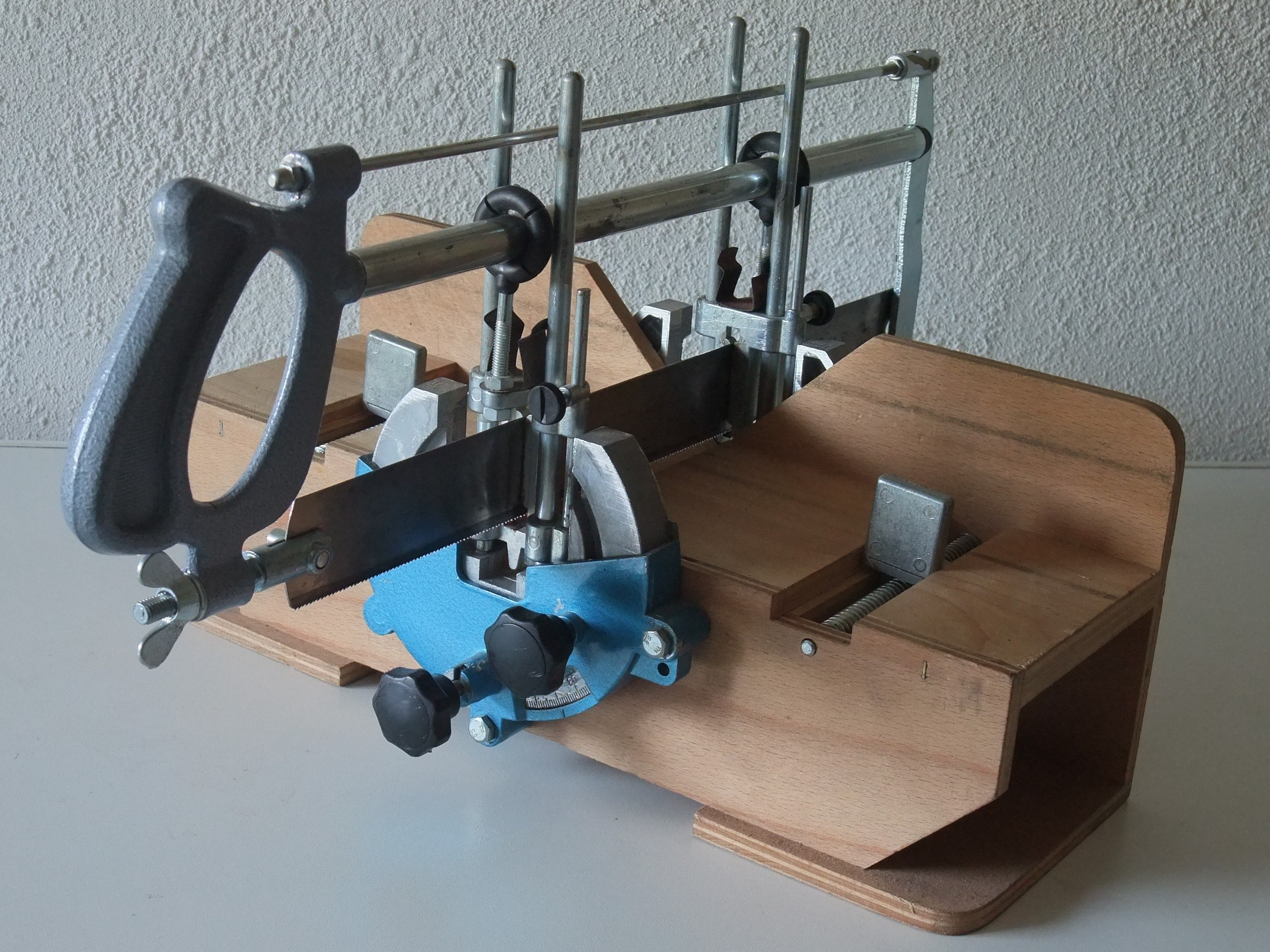
Een verstekzaag

Een verstekzaag is een (hand)zaag, vaak in combinatie met een verstekbak of houder, voor het zagen van een werkstuk onder een bepaalde hoek. (Verstek is een schuine samenvoeging van twee onderdelen, vaak onder een hoek van 45°.)  
Een verstekbak heeft alleen de mogelijkheid een werkstuk onder 45° of 90° af te zagen. Met een houder zoals op de foto hiernaast kan de hoek tussen het zaagblad en het voorwerp secuur worden ingesteld op een aantal verstekhoeken (bijvoorbeeld 30°, 45°, 60° en 90°). Het voordeel van dit type gereedschap is dat na veelvuldig gebruik de geleiding niet noemenswaard slijt.
Hoewel het niet echt een machine is, wordt dit gereedschap ook vaak verstekzaagmachine genoemd. Waarschijnlijk vanwege de verschillende stelmogelijkheden: hoekinstelling, afstelbare lengteaanslag e.d. Het zaagblad kan eenvoudig worden vervangen door een nieuwe als de tanden stomp zijn geworden.